# Marzena Małek
Marzena Teresa Małek z domu Dąbrowska (ur. 6 sierpnia 1976 w Warszawie) – polska urzędniczka państwowa i menedżer, w 2023 minister aktywów państwowych w trzecim rządzie Mateusza Morawieckiego.

## Życiorys
Córka Pawła i Elżbiety. Absolwentka bibliotekoznawstwa i informacji naukowo-technicznej na Uniwersytecie Warszawskim. Ukończyła również studia podyplomowe z zakresu zarządzania kulturą.
Pracowała na stanowiskach menedżerskich w instytucjach kultury. Była dyrektorką biblioteki miejskiej w Radzyminie, a w latach 2012–2015 kierowała Miejskim Domem Kultury w Wołominie. W 2014 kandydowała z listy Prawa i Sprawiedliwości do Sejmiku Województwa Mazowieckiego. Mandat radnej objęła w grudniu 2015. W 2018 nie ubiegała się o reelekcję. Współpracowała z Jackiem Sasinem, w 2015 kierowała jego sztabem wyborczym.
W 2015 zatrudniona jako specjalistka w Kancelarii Prezydenta RP. W latach 2016–2020 wchodziła w skład zarządu spółki PL.2012+, operatora Stadionu Narodowego w Warszawie. Później związana ze spółkami grupy Enea jako członkini zarządu Enea Trading i prezes zarządu Enea Power&Gas Trading. Zasiadała także w radach nadzorczych spółek prawa handlowego (w tym Grupy Azoty). W latach 2022–2023 pełniła funkcję dyrektora generalnego Ministerstwa Aktywów Państwowych.
27 listopada 2023 prezydent RP Andrzej Duda powołał ją na stanowisko ministra aktywów państwowych w trzecim rządzie Mateusza Morawieckiego. Funkcję tę pełniła do 13 grudnia 2023. W 2024 została wybrana na radną Radzymina. W tym samym roku objęła funkcje prezesa Powiatowego Centrum Zdrowia w Otwocku oraz członkini rady nadzorczej Miejskiego Przedsiębiorstwa Energetyki Cieplnej w Chełmie.

## Odznaczenia
W 2017 odznaczona Medalem „Pro Patria”.